# Virginia Slims of Dallas 1975
Il Virginia Slims of Dallas 1975 (conosciuto anche come Maureen Connolly Memorial Invitation) è stato un torneo di tennis giocato sul sintetico indoor. È stata la 4ª edizione del torneo, che fa parte del Virginia Slims Circuit 1975. Si è giocato a Dallas negli USA dal 17 al 23 marzo 1975.

## Campionesse

### Singolare
Virginia Wade ha battuto in finale  Martina Navrátilová che si è ritirata sul punteggio di 2–6, 7–6, 4–3

### Doppio
Françoise Dürr /  Betty Stöve hanno battuto in finale  Julie Anthony /  Mona Schallau con il punteggio di 7–6, 6–2